# 古田雅憲
古田 雅憲（ふるた まさのり、1959年7月 - ）は、日本の国文学者。
福岡県立修猷館高等学校を経て、1982年九州大学文学部を卒業。1985年に文学修士となり、久留米大学附設中学校・高等学校の国語教諭、1992年広島文教女子大学助教授、2000年群馬大学教育学部国語教育講座助教授、2006年西南学院大学人間科学部児童教育学科教授。

## 主な研究テーマ
- 室町時代語の研究
- 鎌倉期 説話文学の研究
- 絵巻物の教材化に関する研究

## 所属学会
- 国語学会
- 九州大学国語国文学会
- 中世文学会